# 華視教育體育文化台
華視教育體育文化台，是中華電視公司（華視）旗下頻道之一（也称「華視教育台」、“華視教育文化頻道”、“華視教育頻道”等），標榜台灣唯一以教育及文化節目為主的電視頻道，也是台灣唯一以教學課程為主的教學頻道，是沒有商業廣告干擾的純教育、文化、體育頻道。播放國立空中大學教學節目時，頻道標誌自動切換為空大校徽加「國立空大」四字。收播時間為每天04:00-05:00。

## 歷史
華視成立時僅獲得分配一個VHF頻道，除了製播新聞、娛樂、公益等節目以外，也製播空中高中、空中高工、空中高商、教師在職進修、大學選修等教學節目。1977年起，配合空中商業專科進修補習學校（空中商專）、空中行政專科進修補習學校（空中行專）的設立，華視陸續製播空中商專、空中行專課程。1983年行政院核准分配一個UHF頻道（頻道第33~36號）給華視專用製播教學節目，UHF頻道於1983年9月1日17:00開播，華視成為當時老三台唯一擁有雙頻道且設立獨立部門製播教學節目的電視台；這個UHF頻道，一般稱為「華視超高頻教學頻道」。每日開播時，會播中華民國國歌（行政院版）。
2003年6月14日，為因應SARS事件居家隔離學生自學之需求，中華民國教育部委託華視推出「華視教學台」。2004年臺灣數位無線電視開播後，華視教學台被納入華視無線數位電視頻道群。2005年，華視教學台改名為「華視IQ教育文化頻道」；2006年華視「公共化」（加入台灣公共廣播電視集團）之後，華視IQ教育文化頻道改名為「華視教育文化頻道」。《中華日報》曾刊出華視教育文化頻道的節目表，以「超高頻」稱此頻道（現已改在中華日報官網刊登）。
現部分時段會播出華視主頻以前的節目，如《台灣真好康》。
依據華視於2007年公布的〈華視公共化一年報告〉，華視公共化第一年內，華視教育文化頻道的自製與委製節目比例如下：自製節目比例為45.4%（華視教學事業處自製者每週45.1小時，華視其他部門自製者28小時，合計每週73.1小時），受委託製作的節目比例為19.8%（國立空中進修學院委託華視教學事業處製作，雙方共享版權，每週共31.5小時），與華視外部單位合作製播的節目比例為26%（包括《藝術現場》系列與《3e學習Home》系列，每週共42小時），外部單位委託播映的節目比例為8.8%（每週14小時，包括《快樂銀髮族》、《打拚──台灣人民的歷史》、《讓生命發光》、《科技台灣新國力》、《世界一家親》）。
2015年1月1日，華視教育文化頻道定頻於數位有線電視第110頻道（澎湖有線電視為95頻道）。
2015年1月20日，部分數位有線電視系統業者改以高畫質播出華視教育文化頻道。
2015年7月，華視與台灣越裔新住民協會合作，同年8月3日起，華視每天挑選《華視午間新聞》6至7則報導，知名越南語教師陳凰鳳之夫簡志榮召集東南亞留學生立即翻譯及配音，華視教育文化頻道每周一至周五19點整、20點整及21點整播出越南語、印尼語、泰語新聞各十分鐘，這是台灣無線電視史上首次以東南亞語言播報新聞。
2015年10月1日，華視教育文化頻道正式更名為「華視教育文化台」。
2017年1月18日，國家通訊傳播委員會（NCC）第732次委員會議通過華視綜合娛樂台營運計畫變更為國會頻道1台及國會頻道2台，華視新聞資訊台、華視教育文化台升格為高畫質規格（HD）播送計畫。2月3日，華視教育文化台於無線電視正式升級為高畫質（HD）播出。
2017年10月16日，為了要接續2017世大運的熱潮，教育部體育署委託華視推出「體育賽事頻道」，華視教育文化台將固定時段播出體育賽事；華視工程部經理蘇方裕表示，華視已經向NCC申請變更華視教育文化台營運計畫，預定華視教育文化台更名為「華視教育體育文化台」。
2017年12月15日，華視教育文化台正式更名為「華視教育體育文化台」。

## 下架事件
2012年8月17日，中國國民黨立法委員陳學聖舉行記者會指出，2012年7月下旬起，多個有線電視系統業者陸續將華視教育文化頻道下架、轉為數位電視訊號，部分業者甚至連數位收視都沒有提供，影響民眾受教權。同日，NCC傳播營運管理處專門委員詹懿廉說，2012年7月中旬開始，有線電視頻道業者依法將HiHD列入必載頻道，部分業者考量頻寬而將華視教育文化頻道下架、但轉為免費數位頻道，NCC依程序核准，但要求業者須免費借用數位電視機上盒，不得影響民眾權益；空中教育內容也可在網路取得，應不會影響民眾受教權。同日，NCC發布新聞稿回應，華視於2006年4月6日向NCC申請註銷超高頻電視播送電台執照，NCC於2006年7月19日許可華視註銷該執照，按現行《有線廣播電視法》規定，華視教育文化頻道已無該法第37條第1項必載頻道規定之適用。
2012年8月22日，中華電信表示，中華電信MOD用戶單獨訂閱華視教育文化頻道每月只要新臺幣5元，中華電信MOD「家庭豪華餐」訂戶可免費收看華視教育文化頻道。
因為過去部分有線電視系統業者將華視教育體育文化台於類比有線下架，須用數位機上盒才能收看此台。但2018年台灣有線電視系統數位化已達99.7%（屏東、花蓮、臺東和離島的有線電視尚未全部數位化），收視戶均裝有機上盒；該台在有線電視系統列入基本頻道收視戶均可收視。

## 外部連結
- 華視教育體育文化台節目表 （页面存档备份，存于）
- YouTube上的華視教學頻道